# 打越站 (石川縣)
打越站（日语：／ Uchikoshi eki */?）是位於石川縣小松市打越町，北陸鐵道小松線的鐵路車站（廢站）。

## 歷史
- 1929年（昭和4年）5月15日：白山電氣鐵道車站啟用[1]。
- 1937年（昭和12年）11月4日：公司改名為小松電氣鐵道。
- 1945年（昭和20年）7月20日：小松電氣鐵道把業務轉讓給北陸鐵道，成為北陸鐵道小松線車站。
- 1986年（昭和61年）6月1日：小松線全線廢除，此站也被廢除[1]。

## 車站構造
此站是無人車站，設有1面1線的單式月台。月台在路軌的北邊。由於車站鄰近小松工業高校，因此較多學生使用此站。相比小松線其他無人車站，此站設有較大的候車室。在1979年，當年的上下車人次為平均每日500人。

## 現狀

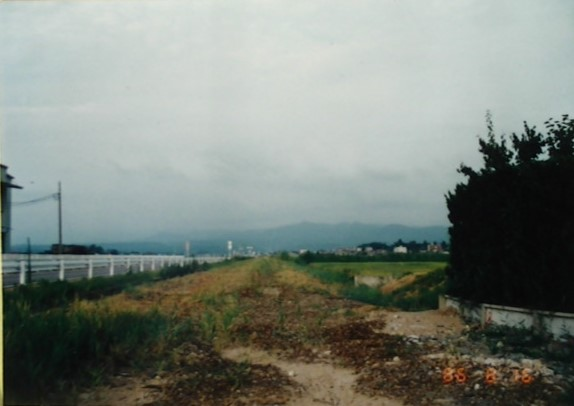
北陸鐵道小松線 打越站遺址 1986年8月。
在廢線2個半月後，所有車站設施已經被撤走，變為空地。
後方是若杉站方向。

車站遺址變為四線道路的行人路部分。大約是在現時打越北路口的東邊。

## 相鄰車站
北陸鐵道
小松線
沖－打越－若杉

## 注腳
1. 1 2  今尾惠介《日本鐵道旅行地圖帳》6號 北信越（新潮社、2008年）p.28
2. 1 2  RM LIBRARY 212 北陸鉄道小松線（寺田裕一・著　NEKO PUBLISHING　2020年4月1日初版）p.39

## 相關項目
- 日本鐵路車站列表 U